# Spanien i Junior Eurovision Song Contest
Spanien debuterade i Junior Eurovision Song Contest 2003 och har till och med 2024 deltagit 10 gånger. Spanien var ett av de länder som deltog 2003 då det första JESC någonsin hölls. Trots goda resultat (en vinst som bäst och en fjärdeplats som sämst) drog sig landet ur tävlingen efter 2006 då RTVE inte var nöjda med tävlingen, men återkom 2019. Spanien arrangerade tävlingen 2024 i Madrid, vilket blev första gången sedan 1969 som ett Eurovision-evenemang hölls i Spanien.

## Deltagare
| År                               | Artist         | Bidrag                    | Översättning         | Placering | Poäng |
| 2003                             | Sergio         | Desde el cielo            | Från himlen          | 2         | 125   |
| 2004                             | María Isabel   | Antes muerta que sencilla | Hellre död än vanlig | 1         | 171   |
| 2005                             | Antonio José   | Te traigo flores          | Jag ger dig blommor  | 2         | 146   |
| 2006                             | Dani           | Te Doy Mi Voz             | Jag ger dig min röst | 4         | 90    |
| Deltog inte mellan 2007 och 2018 |                |                           |                      |           |       |
| 2019                             | Melani García  | Marte                     | Mars                 | 3         | 212   |
| 2020                             | Solea          | Palante                   | Framåt               | 3         | 133   |
| 2021                             | Levi Díaz      | Reír                      | Att skratta          | 15        | 77    |
| 2022                             | Carlos Higes   | Señorita                  | Fröken               | 6         | 137   |
| 2023                             | Sandra Valero  | Loviu                     | Jag älskar dig       | 2         | 201   |
| 2024                             | Chloe DelaRosa | Como la Lola              | Som Lola             | 6         | 144   |